# Зятькова Річка
Зя́тькова Рі́чка (рос. Зятькова Речка) — село у складі Хабарського району Алтайського краю, Росія. Адміністративний центр Зятьково-Річенської сільської ради.

## Населення
Населення — 679 осіб (2010; 1024 у 2002).
Національний склад (станом на 2002 рік):
- росіяни — 92 %